# Оклахома (мјузикл)
Оклахома (енгл. Oklahoma!) је први мјузикл који је написао дуо Роџерс и Хамерштајн. Мјузикл је заснован на драми Лина Ригса из 1931. године — Раст зеленог јоргована. Радња је смјештена у сеоској земљи изван града Кларемор, у индијској територији 1906. године. Говори о сеоској дјевојци Лореј Вилијамс и њеном удварању од стране два супарничка удварача, каубоја Карлија Меклејна и злобног и застрашујућег фармера Џада Фраја. Секундарна романса односи се на каубоја Вила Паркера и његову кокетну вјереницу — Адо Ани.
Оригинална продукција на Бродвеју премијерно је изведена је 31. марта 1943. године. Био је то хит кино благајни и изведена је, до тада невиђених 2.212 пута, касније уживајући у награђиваним ревијалним наступима, националним турнејама, страним продукцијама и филмској адаптацији из 1955, која је освојила награду Оскар за најбољи филм. из 1955. године. То је дуго био популаран избор за школске и заједничке продукције. Роџерс и Хамерстејн су освојили специјалну Пулицерову награду за Оклахому! 1944. године.
Овај мјузикл, који се надовезао на иновације ранијег Путујућег позоришта, представио је развој „књиге мјузикла“, музичке игре у којој су пјесме и плесови потпуно интегрисани у добро урађену причу са озбиљним драматичним циљевима који могу евоцирати истинско емоције осим смеха. Поред тога, Оклахома садржи музичке теме или мотиве који се понављају током рада на повезивању музике и приче. Петнаестоминутни "балет из снова" одражава борбу Лореј са њеним осјећањима према два мушкарца — Карлија и Џада.

## Позадина
Почетком четрдесетих година 20. вијека Роџерс и Хамерстејн су били познати по стварању хитова на Бродвеју са другим сарадницима. Роџерс је са Лоренцом Хартом продуцирао више од двије десетине мјузикала од 1920-их, укључујући популарне успјехе као што су Браћа по оружју (1937), Дјечаци из Сиракузе (1938) и Пал Џој (1940). Између осталих успешних мјузикала, Хамерстејн је написао текст за Розе Мари (1924), Пустињску пјесму (1926), Нови мјесец (1927) и Путууће позориште (1927). Иако мање продуктиван 1930-их, писао је мјузикле, пјесме и филмове, подијеливши награду Академску награду за његову пјесму са Џеромом Керном, „The Last Time I Saw Paris“, која је уврштена у филм из 1941. године — „Дамо, буди добра. До раних 40-их, Харт је потонуо у алкохолизам и емоционална превирања, па је постао непоуздан, што је натјерало Роџерса да приђе Хамерстејну и пита га да ли би размотрио да ради са њим.

### Концепт
Године 1931, позоришно друштво — Позоришни цех, продуцирало је Раст зеленог јоргована Лина Ригса, представу о досељеницима на индијској територији Оклахоме. Иако представа није била успјешна, десет година касније, 1941. године, Тереза Хелбурн, једна од Продуценткиња Цеха, видела је љетњу продукцију допуњену традиционалним народним пјесмама и плесовима и одлучила да игра може бити основа музике која би могла да оживи друштво Џех, које се бори. Контактирала је Ричарда Роџерса и Лоренца Харта, чију је прву успјешну сарадњу — Герик Гејтикс, продуцирало исто позоришно друштво 1925. Роџерс је желио да ради на пројекту и стекао је права за себе и Харта. Роџерс је тражио од Оскара Хамерстејна II да сарађује с њим и Хартом. Током покушаја Роџерса и Харта на снимању Јупитера 1941. године, Хамерстејн је увјеравао Роџерса да је, ако Харт икад не буде у могућности да ради, вољан да заузме његово мјесто. Случајно је 1942. године Хамерстејн мислио да музикализује Раст зеленог јоргована, али када је пришао Џерому Керну у вези с тим, он је одбио. Хамерстејн је сазнао да Роџерс тражи некога да напише књигу и он је са нестрпљењем искористио прилику. Харт је изгубио интересовање за мјузикле; више је волио савремене урбане представе које ће приказати његово духовито лирско писање и описао је фармере и краваре у Расту зеленог јоргована корњастим и неинспиративним. Штавише, због дугогодишњег конзумирања алкохолизма, Харт се више није осјећао способним за писање. Отпутовао је на одмор у Мексико, савјетујући Роџерса да ће Хамерстејн бити добар избор за новог сарадника.
Ово партнерство омогућило је и Роџерсу и Хамерстејну да слиједе своје жељене методе писања: Хамерстејн је радије написао комплетан текст прије него што би их поставио на музику, а Роџерс је радије постављао довршене текстове на музику. У претходним сарадњама Роџерса са Хартом, Роџерс би увијек прво написао музику, јер је нефокусираном Харту било потребно нешто на чему ће темељити своје текстове. Претходни сарадници Хамерстејна су били композитори Рудолф Фримл, Херберт Стохарт, Винсент Хумана и Керна, који је прво написао музику за коју је Хамерстејн тада написао текстове. Преокрет улоге у партнерству Роџерса и Хамерстејна омогућио је Хамерстејну да текст пјесме претвори у темељни дио приче како би пјесме могле да појачају и интензивирају причу умјесто да је преусмјере. Како су Роџерс и Хамерстејн почели да развијају нови мјузикл, сложили су се да ће њихов музички и драматични избор бити диктиран изворним материјалом Раста зеленог јоргована, а не конвенцијама о музичким комедијама. Мјузикли тог доба садржавали су велике продукцијске бројеве, новинске чинове и специјалне плесове који заустављају представу; либрети су се обично фокусирали на хумор, са мало драматичног развоја, наглашен пјесмама које су ефективно зауставиле причу током њиховог трајања.

### Кастинг и развој
Између свјетских ратова улоге у мјузиклима обично су попуњавали глумци који су могли да пјевају, али Роџерс и Хамерстејн су, супротно, одлучили да глуме пјеваче који би могли да глуме. Иако је Тереза Хелбурн, ко-продуценткиња позоришног удружења, предложила Ширли Темпл као Лореј и Гројхо Марка као Али Хакима. Роџерс и Хамерстејн, уз подршку режисера Рубена Мамулијана, инсистирала на томе да извођачи постану драматичнији за улоге у представи. Као резултат тога, у продукцији није било звијезда, још један необичан корак. Продукцију је кореографирала Агнес де Мајл (први пут је кореографирала мјузикл на Бродвеју), која је пружила једну од најистакнутијих и најупорнијих карактеристика представе: 15-минутно финале балета у првом чину (често називано и балетом из снова) који приказује Лоренину борбу за оцјену својих удварача — Џада и Карлија.
Прво име које је додијељено дјелу било је Идемо напријед, које је отворено за оф Бродвеј пробе у позоришту Шуберт у Њу Хејвену, 11. марта 1943. Очекивања за представу су ниска; Хамерстејн је написао шест флопа заредом, а представа није имала моћ звијезде. Продуцент Мајк Тод напустио је после првог чина током пробе и рекао је: "Нема ногу, нема шале, нема шансе." Али Роџерс и Хамерстејн су били сигурни. Публика Њу Хејвена и Бостона била је одушевљена, иако су прегледи били само дјелимични. Од промјена извршених прије преставе на Бродвеју, двије су се показале значајним: додавање музичког броја који зауставља представу — „Oclahima” " и одлука да се промијени назив мјузикла након тог броја.
Тод није био у праву; представа је отворила на Бродвеју, да би критичари критиковали, била је распродана и добила је посебну Пулицерову награду. Брукс Еткинсон је написао у Њујорк тајмсу да је уводни број представе — „,Oh, What a Beautiful Mornin'“ промијенио историју мјузикла: "После таквог стиха, отпјеваног уз бујну мелодију, баналности старих сцена мјузикала постале су неподношљиве“. Њујорк Пост је једини велики часопис који је дао Оклахоми мјешовите рецензије. Њен критичар је сматрао да, иако су пјесме биле довољно пријатне, звуче много слично. Креативност представе стимулисала је Роџерове и Хамерстејнове савременике и покренула „Златно доба“ америчког мјузикла.

## Главне улоге и битне информације
|                                  | Опис | Битни сценски глумци у великим продукцијама                                                                                             |
| -------------------------------- | --- | --- |
| Каубој који. је заљубљен у Лореј | Алфред Дрејк°, [[Хари Стоуквел, Џон Реит, Хауард Кил, Риџ Бонд, Хју Џекмен, Патрик Вилсон, Лоренс Гитар, Дамон Дауно | |
| Лореј Вилијамс                   | Нећака ујне Елер, самостална млада жена                                                                              | Џоан Робертс°, Бети Џејн Вотсон, Кристин Андреас, Лејла Бен Харис, Џозефина Габријеле, Флоренс Хендерсон, Луси Дурак, Ребека Наоми Џонс |
| Џад Фрај                         | Мистериозни и опасни фармер                                                                                          | Хауард да Силва°, Шулер Хенсли, Алфред Молина                                                                                           |
| Ујна Елер                        | Лорејина ујна, поштовани лидер заједнице                                                                             | Бети Гард°, Мери Викс, Андреа Мартин, Пети Дјук, Маргарет Хамилтон, Maureen Lipman, Луиз Плоурајт, Мери Тесла                           |
| Адо Ани Карн                     | Кокетна млада жена.                                                                                                  | Селест Холм°, Шели Винтер, Барбара Кук, Кристин Еберсол, Џесика Бауерс, Аманда Харисон, Али Строкер                                     |
| Вил Паркер                       | Младић заљубљен у Адо Ани                                                                                            | Ли Диксон°, Хари Грунер |
| Ендру Карн                       | Отац Адо Ани, заинтересован да је уда                                                                                | Ралф Ригс° |
| Али Хаким                        | Персијанац, удварач Адо Ани.                                                                                         | Џозеф Булоф°, Еди Алберт, Петер Поликарп, Брус Адлер, Џејми Фар, Асиф Мандви, Вил Брил                                                  |
| Герти Камингс                    | Локална дјевојка са фарме, удата за Алија Хакима                                                                     | Џејн Лоренс°, Памелаа Бритон |
| Карлин сан                       | Карли у секвенцама сна                                                                                               | Марк Плат° |
| Сан Лореј                        | Лореј у сенквенцама сна                                                                                              | Катарина Сергава° |

° Означава оригиналну представу на Бродвеју

## Музички бројеви
| Act I - Overture – оркестар - "Oh, What a Beautiful Mornin'" – Карли - Laurey's Entrance – Лореј и Карли - "The Surrey with the Fringe on Top" – Карли, Лореј и ујна Елер - "Kansas City" – Вил Паркер, ујна елер, мушки ансамбл - "I Cain't Say No" – Адо Ани - Улазак ансамбла ("I Cain't Say No" and "Oh What a Beautiful Mornin'") – Вил, Адо Ани, Карли, ујна Елер и ансамбл - "Many a New Day" – Лореј и женски ансамбл - "It's a Scandal! It's a Outrage!" – Али Хакима и ансамбл - "People Will Say We're in Love" – Карли и Лореј - "Pore Jud Is Daid" – Карли и Џад - "Lonely Room" – Џад - "Out of My Dreams"/"Dream Ballet" – Лореј и Dream Figures | Чин II - Entr'acte – оркестар - "The Farmer and the Cowman" – Ендру Карн, ујна Елер, Карли, Гертле Камингс, Вил, Адо Ани, Лореј, Ике Скидмор, Корд Елам и ансамбл - "All Er Nuthin'" – Вил и Адо Ани - "People Will Say We're in Love" (Reprise) – Карли и Лореј - "Oklahoma" – Карли, Лореј, ујна Елер, Ике Скидмор, Корд Елам, Фред, Ендру Карн и ансамбл - Пјесма за крај ("Oh What a Beautiful Mornin'" and "People Will Say We're in Love") – друштво |

## Награде и номинације

### Оригинална бродвејска продукција
| Година | Церемонија додјеле награде  | Категорија                             | Номинација                             | Резултат |
| ------ | --------------------------- | -------------------------------------- | -------------------------------------- | -------- |
| 1944   | Пулицерова награда          | Специјална Пулицерова награда          | Ричард Роџерс и Оскар Хамерстејн II    | Освојено |
| 1947   | Награда свјетског позоришта | Награда свјетског позоришта            | Доротеа Мекфарланд                     | Освојено |
| 1993   | Награда Тони                | Специјална награда Тони (50 годишњица) | Специјална награда Тони (50 годишњица) | Освојено |

### Оживљавање на Бродвеју 1979
| Година | Церемонија додјеле награде | Категорија                                    | Номинација      | Резултат   |
| ------ | -------------------------- | --------------------------------------------- | --------------- | ---------- |
| 1980   | Награда Тони               | Најбоље извођење водеће глумице у мјузиклу    | Кристин Андреас | Номинација |
| 1980   | Награда Тони               | Најбоље извођење истакнутог глумца у мјузиклу | Хари Грунер     | Номинација |
| 1980   | Награда драма деск         | Невјероватни истакнути глумац                 | Martin Vidnovic | Номинација |
| 1980   | Награда драма деск         | Невјероватни истакнути глумац                 | Хари Грунер     | Номинација |
| 1980   | Свјетска позоришна награда | Свјетска позоришна награда                    | Хари Грунер     | Освојено   |

### Оживљавање на вест Енду 1980
| Година | Церемонија додјеле награде | Категорија                                    | Номинација    | Резултат   |
| ------ | -------------------------- | --------------------------------------------- | ------------- | ---------- |
| 1980   | Награда Лоренс Оливер      | Награда Лоренс Оливер за глумца године        | Џон Дидрих    | Номинација |
| 1980   | Награда Лоренс Оливер      | Награда Лоренс Оливер за најбољи нови мјузикл | Алфред Молина | Номинација |

### Оживљавање на Вест Енду 1998
| Година | Церемонија додјеле награде | Категорија                              | Номинација         | Резултат   |
| ------ | -------------------------- | --------------------------------------- | ------------------ | ---------- |
| 1998   | Награде Критик сиркла      | Најбољи мјузикл                         | Најбољи мјузикл    | Освојено   |
| 1999   | Награде Лоренс Оливер      | Продукција                              | Продукција         | Освојено   |
| 1999   | Награде Лоренс Оливер      | Најбољи глумацу Мјузиклу                | Хју Џекмен         | Номинација |
| 1999   | Награде Лоренс Оливер      | Најбоља глумица у мјузиклу              | Џозефина Габријеле | Номинација |
| 1999   | Награде Лоренс Оливер      | Најбољи секундарни наступ у мјузиклу.   | Шулер Хенсли       | Освојено   |
| 1999   | Награде Лоренс Оливер      | Награда Лоренс Оливер за најбољу режију | Тревор Нун         | Номинација |
| 1999   | Награде Лоренс Оливер      | Најбоља кореографија у позоришту        | Сузан Строман      | Освојено   |
| 1999   | Награде Лоренс Оливер      | Најбоља сценографија                    | Ентони Вард        | Освојено   |
| 1999   | Награде Лоренс Оливер      | Најбољи дизајн освјетљења               | Дејвид Херсеј      | Номинација |

### Оживљавање на Бродвеју 2002.
| Година | Церемонија додјеле награде  | Категорија                                    | Номинација                     | Резултат   |
| ------ | --------------------------- | --------------------------------------------- | ------------------------------ | ---------- |
| 2002   | Награда Тони                | Best Revival of a Musical                     | Best Revival of a Musical      | Номинација |
| 2002   | Награда Тони                | Најбоље извођење водећег глумца у мјузиклу    | Патрик Вилсон                  | Номинација |
| 2002   | Награда Тони                | Најбоље извођење истакнутог глумца у мјузиклу | Шулер Хенсли                   | Освојено   |
| 2002   | Награда Тони                | Најбоље извођење истакнуте глумице у мјузиклу | Андреа Мартин                  | Номинација |
| 2002   | Награда Тони                | Најбоља режија мјузикла                       | Тревор Нун                     | Номинација |
| 2002   | Награда Тони                | Најбоља кореографија                          | Сузан Строман                  | Номинација |
| 2002   | Награда Тони                | Награда Тони за најбољи дизајн освјетљења     | Дејвид Херсеј                  | Номинација |
| 2002   | Награде драма деск          | Изванредно оживљавање мјузикла                | Изванредно оживљавање мјузикла | Номинација |
| 2002   | Награде драма деск          | Изванредни глумац у мјузиклу                  | Патрик Вилсон                  | Номинација |
| 2002   | Награде драма деск          | Изванредни истакнути глумац у мјузиклу        | Шулер Хенсли                   | Освојено   |
| 2002   | Награде драма деск          | Изванредни истакнути глумац у мјузиклу        | Џастин Бохан                   | Номинација |
| 2002   | Награде драма деск          | Изванредна истакнута глумица у мјузиклу       | Андреа Мартин                  | Номинација |
| 2002   | Награде драма деск          | Изванредни Режисер мјузикла                   | Тревор Нун                     | Номинација |
| 2002   | Награде драма деск          | Изванредна кореографија                       | Сузан Строман                  | Освојено   |
| 2002   | Награде драма деск          | Награда драма деск за изванредну сценографију | Ентони Вард                    | Номинација |
| 2002   | Награде драма деск          | Изванредни дизајн з                           | Дејвид Херсеј                  | Номинација |
| 2002   | Награде свјетског позоришта | Награде свјетског позоришта                   | Џастин Бибсн]]                 | Освојено   |

### Оживљавање на Бродвеју 2019
| Година | Церемонија додјеле награде | Категорија                                                                      | Номинација | Резултат   |
| ------ | -------------------------- | ------------------------------------------------------------------------------- | --- | ---------- |
| 2019   | Награда Тони               | Најбоље оживљавање мјузикла                                                     | Најбоље оживљавање мјузикла | Освојено   |
| 2019   | Награда Тони               | Најбоље извођење истакнутог глумца у мјузиклу                                   | Дејмон Дуамо | Номинација |
| 2019   | Награда Тони               | Најбоље извођење истакнуте глумице у мјузиклу                                   | Али Строкер | Освојено   |
| 2019   | Награда Тони               | Најбоље извођење истакнуте глумице у мјузиклу                                   | Мери Тесла | Номинација |
| 2019   | Награда Тони               | Најбоља режија мјузикла                                                         | Данијел Фип | Номинација |
| 2019   | Награда Тони               | Награда Тони за најбољу сценографију у мјузиклуlНајбоља сценографија у мјузиклу | Лаура Џелник | Номинација |
| 2019   | Награда Тони               | Најбољи дизајн звука у мјузиклу                                                 | Дру Леви | Номинација |
| 2019   | Награда Тони               | Награда Тони за најбољу оркестрацију                                            | Данијел Кругер | Номинација |
| 2019   | Награде драма деск         | Изванредно оживљавање мјузикла                                                  | Изванредно оживљавање мјузикла | Номинација |
| 2019   | Награде драма деск         | Outstanding Actor in a Musical                                                  | Damon Daunno | Номинација |
| 2019   | Награде драма деск         | Изванредна истакнута глумица                                                    | Ребека Наоми Џонс | Номинација |
| 2019   | Награде драма деск         | Изванредни истакнути глумац у мјузиклу                                          | Патрик Вејл | Номинација |
| 2019   | Награде драма деск         | Изванредна истакнута глумица у мјузиклу                                         | Али Строкер | Освојено   |
| 2019   | Награде драма деск         | Изванредна истакнута глумица у мјузиклу                                         | Мари Тесла | Номинација |
| 2019   | Награде драма деск         | Изванредна режија у мјузиклу                                                    | Данијел Фиш | Номинација |
| 2019   | Награде драма деск         | Изванредна сценографија мјузикла                                                | Лаура Џелник | Номинација |
| 2019   | Награде драма деск         | Изванредни дизајн освјетљења у мјузиклу                                         | Скот Зјелински | Номинација |
| 2019   | Награде драма деск         | Изванредни дизајн звука у мјузиклуl                                             | Дру Леви | Номинација |
| 2019   | Награде драма деск         | Изванредна оркестрација                                                         | Данијел Кругер | Освојено   |
| 2019   | Награде драма деск         | Изванредни дизајн пројекције                                                    | Џошуа Торсон | Номинација |
| 2019   | Награде драмске лиге       | Изванредно оживљавање мјузикла                                                  | Изванредно оживљавање мјузикла | Номинација |
| 2019   | Награде драмске лиге       | Изванредне перформансе                                                          | Али Хасим | Номинација |
| 2019   | Награде Аутер Сиркла       | Изванредно оживљавање мјузикла                                                  | Изванредно оживљавање мјузикла | Номинација |
| 2019   | Награде Аутер Сиркла       | Изванредни глумац у мјузиклу                                                    | Дејмон Дуамо | Номинација |
| 2019   | Награде Аутер Сиркла       | Изванредна истакнута глумица                                                    | Али Строкер | Номинација |
| 2019   | Награде Аутер Сиркла       | Изванредни дизајн музике                                                        | Данијел Фиш | Номинација |
| 2019   | Награде Аутер Сиркла       | Изванредна оркестрација                                                         | Данијел Кругер | Освојено   |
| 2019   | Награде Аутер Сиркла       | Изванредни дизајн звука                                                         | Дру Леви | Номинација |
| 2020   | Награда Греми              | Најбољи албум мјузикла                                                          | Дејмон Дуамо, Ребека Наоми Џонс, Али Строкер, Мери Теста и Патрик Вејл (солисти); Данијел Кругер и Дин Шаренов (продуценти); Ричард Роџерс (композитор); Оскар Хамерстејн II (lyricist) | Номинација |